# Henrik Lindstrand
Henrik Lindstrand (...) è un pianista e compositore svedese.

## Biografia
Dopo aver studiato al conservatorio di Copenhagen, entrò a far parte dei Kashmir, che collaborarono con David Bowie e Tony Visconti nel loro album No Balance Palace. Successivamente, Lindstrand divenne un compositore di colonne sonore e incise due album solisti: Leken (2017) e Nattresan (2019). Oggi Lindstrand è uno dei più famosi e apprezzati artisti del Nord Europa.

## Discografia parziale

### Da solista

#### Album in studio
- 2017 – Leken
- 2019 – Nattresan

#### Singoli
- 2019 – Havet

#### Colonne sonore
- 2008 – Rejsen til Saturn
- 2010 – Die Olsenbande in feiner Gesellschaft
- 2018 – Greyzone – No Way Out
- 2020 – Builder's Journey

### Con i Kashmir
- 1994 - Travelogue
- 1996 - Cruzential
- 1999 - The Good Life
- 2001 - Home Dead
- 2003 - Zitilites
- 2005 - No Balance Palace
- 2010 - Trespassers
- 2011 - Katalogue
- 2013 - E.A.R